# Danh sách tiểu hành tinh: 36001–37000
| Tên                                                  | Tên đầu tiên                                         | Ngày phát hiện                                       | Nơi phát hiện                                        | Người phát hiện                                      |                                                      |                                                      |                                                      |                                                      |                                                      |                                                      |                                                      |                                                      |                                                      |                                                      |                                                      |                                                      |                                                      |                                                      |                                                      |                                                      |                                                      |                                                      |                                                      |                                                      |                                                      |                                                      |                                                      |                                                      |                                                      |                                                      |                                                      |                                                      |                                                      |                                                      |                                                      |                                                      |                                                      |                                                      |                                                      |                                                      |                                                      |                                                      |                                                      |                                                      |                                                      |                                                      |                                                      |                                                      |                                                      |
| 36001–36100 Danh sách các tiểu hành tinh/36001–36100 | 36001–36100 Danh sách các tiểu hành tinh/36001–36100 | 36001–36100 Danh sách các tiểu hành tinh/36001–36100 | 36001–36100 Danh sách các tiểu hành tinh/36001–36100 | 36001–36100 Danh sách các tiểu hành tinh/36001–36100 | 36101–36200 Danh sách các tiểu hành tinh/36101–36200 | 36101–36200 Danh sách các tiểu hành tinh/36101–36200 | 36101–36200 Danh sách các tiểu hành tinh/36101–36200 | 36101–36200 Danh sách các tiểu hành tinh/36101–36200 | 36101–36200 Danh sách các tiểu hành tinh/36101–36200 | 36201–36300 Danh sách các tiểu hành tinh/36201–36300 | 36201–36300 Danh sách các tiểu hành tinh/36201–36300 | 36201–36300 Danh sách các tiểu hành tinh/36201–36300 | 36201–36300 Danh sách các tiểu hành tinh/36201–36300 | 36201–36300 Danh sách các tiểu hành tinh/36201–36300 | 36301–36400 Danh sách các tiểu hành tinh/36301–36400 | 36301–36400 Danh sách các tiểu hành tinh/36301–36400 | 36301–36400 Danh sách các tiểu hành tinh/36301–36400 | 36301–36400 Danh sách các tiểu hành tinh/36301–36400 | 36301–36400 Danh sách các tiểu hành tinh/36301–36400 | 36401–36500 Danh sách các tiểu hành tinh/36401–36500 | 36401–36500 Danh sách các tiểu hành tinh/36401–36500 | 36401–36500 Danh sách các tiểu hành tinh/36401–36500 | 36401–36500 Danh sách các tiểu hành tinh/36401–36500 | 36401–36500 Danh sách các tiểu hành tinh/36401–36500 | 36501–36600 Danh sách các tiểu hành tinh/36501–36600 | 36501–36600 Danh sách các tiểu hành tinh/36501–36600 | 36501–36600 Danh sách các tiểu hành tinh/36501–36600 | 36501–36600 Danh sách các tiểu hành tinh/36501–36600 | 36501–36600 Danh sách các tiểu hành tinh/36501–36600 | 36601–36700 Danh sách các tiểu hành tinh/36601–36700 | 36601–36700 Danh sách các tiểu hành tinh/36601–36700 | 36601–36700 Danh sách các tiểu hành tinh/36601–36700 | 36601–36700 Danh sách các tiểu hành tinh/36601–36700 | 36601–36700 Danh sách các tiểu hành tinh/36601–36700 | 36701–36800 Danh sách các tiểu hành tinh/36701–36800 | 36701–36800 Danh sách các tiểu hành tinh/36701–36800 | 36701–36800 Danh sách các tiểu hành tinh/36701–36800 | 36701–36800 Danh sách các tiểu hành tinh/36701–36800 | 36701–36800 Danh sách các tiểu hành tinh/36701–36800 | 36801–36900 Danh sách các tiểu hành tinh/36801–36900 | 36801–36900 Danh sách các tiểu hành tinh/36801–36900 | 36801–36900 Danh sách các tiểu hành tinh/36801–36900 | 36801–36900 Danh sách các tiểu hành tinh/36801–36900 | 36801–36900 Danh sách các tiểu hành tinh/36801–36900 | 36901–37000 Danh sách các tiểu hành tinh/36901–37000 | 36901–37000 Danh sách các tiểu hành tinh/36901–37000 | 36901–37000 Danh sách các tiểu hành tinh/36901–37000 | 36901–37000 Danh sách các tiểu hành tinh/36901–37000 | 36901–37000 Danh sách các tiểu hành tinh/36901–37000 |
| ---------------------------------------------------- | ---------------------------------------------------- | ---------------------------------------------------- | ---------------------------------------------------- | ---------------------------------------------------- | ---------------------------------------------------- | ---------------------------------------------------- | ---------------------------------------------------- | ---------------------------------------------------- | ---------------------------------------------------- | ---------------------------------------------------- | ---------------------------------------------------- | ---------------------------------------------------- | ---------------------------------------------------- | ---------------------------------------------------- | ---------------------------------------------------- | ---------------------------------------------------- | ---------------------------------------------------- | ---------------------------------------------------- | ---------------------------------------------------- | ---------------------------------------------------- | ---------------------------------------------------- | ---------------------------------------------------- | ---------------------------------------------------- | ---------------------------------------------------- | ---------------------------------------------------- | ---------------------------------------------------- | ---------------------------------------------------- | ---------------------------------------------------- | ---------------------------------------------------- | ---------------------------------------------------- | ---------------------------------------------------- | ---------------------------------------------------- | ---------------------------------------------------- | ---------------------------------------------------- | ---------------------------------------------------- | ---------------------------------------------------- | ---------------------------------------------------- | ---------------------------------------------------- | ---------------------------------------------------- | ---------------------------------------------------- | ---------------------------------------------------- | ---------------------------------------------------- | ---------------------------------------------------- | ---------------------------------------------------- | ---------------------------------------------------- | ---------------------------------------------------- | ---------------------------------------------------- | ---------------------------------------------------- | ---------------------------------------------------- |